# Banda Api Island
Banda Api Island (indonesiska: Pulau Gunungapi) är en ö i Indonesien.   Den ligger i provinsen Moluckerna, i den östra delen av landet, 2 600 km öster om huvudstaden Jakarta. Arean är 7,6 kvadratkilometer.
Terrängen på Banda Api Island är kuperad. Öns högsta punkt är 612 meter över havet. Den sträcker sig 3,5 kilometer i nord-sydlig riktning, och 3,1 kilometer i öst-västlig riktning.